# Hypanthidium beniense
Hypanthidium beniense is een vliesvleugelig insect uit de familie van de Megachilidae. De wetenschappelijke naam van de soort is voor het eerst geldig gepubliceerd in 1927 door Theodore Dru Alison Cockerell.